# 森小弁
森 小弁 （もり こべん、明治2年10月15日（1869年11月18日） - 昭和20年（1945年）8月23日）は、土佐（現在の高知県高知市仁井田）出身の実業家。
主に南洋諸島のトラック諸島(現在のミクロネシア連邦チューク州チューク諸島)で活躍し、現地の女性と結婚したあと水曜島（現在のトール島）の大酋長も務めた人物。また、歌謡曲の「酋長の娘」や島田啓三の絵物語『冒険ダン吉』（講談社の雑誌『少年倶楽部』に連載された）のモデルとされているが、どちらも異論が指摘されている。ミクロネシア連邦第7代大統領のマニー・モリは曾孫にあたる。

## 人物
元土佐藩士で裁判所判事も務めた父：可造と母：加奈の間に生まれる。青年期は自由民権運動に参加し、大阪事件で投獄されていた時期もあった。出獄後は、同郷の大江卓や後藤象二郎に認められ、活動に参加していたが、いつしか政治不信となり失望してしまう。この頃、オセアニア・東南アジアの島嶼部への貿易や移民を提唱する南進論が起こり、小弁もその影響で在籍していた東京専門学校（現在の早稲田大学）を中退し、明治24年（1891年）に小さな南洋貿易商社であった一屋商会に入社。この年の12月に帆船「天祐丸」に横浜港から乗船し、ポナペ（現在のポンペイ島）を経由し、明治25年（1892年）現在のチューク諸島のウエノ島に到着した（ちなみに小弁と一緒に渡った日本人達が初めてのミクロネシア定住者だった）。当時のチューク諸島はスペイン統治下で、治安が悪く、民族闘争や部族闘争が多発しており、一緒に定住した日本人も惨殺にあったり、小弁も部族闘争にも加わるなど、幾度も命の危険にさらされていた（この時期に小弁は右手を失っている）。
初渡航から5年経った時期から事業も軌道に乗り始め、小弁の考えも変わり始めていた。小弁は現地の人間との関係を同化することに努力し始める。その時期に春島（現在のウエノ島）イライス村の酋長マヌッピスの長女のイザベルと結婚した（後にイライス村の酋長を小弁が引き継ぐ）。しかし、1899年に米西戦争でアメリカに敗れたため、スペインによってパラオを含むカロリン諸島がドイツに売却されると事態が急変する。この頃、小弁の周りには小さな日本人社会が形成されつつあったが、ドイツの策略で全ての日本人がチュークから追放される事態が起こった。小弁はドイツの国策会社と契約するなど智策を駆使しチュークにとどまることができた。1915年（大正4年）3月にチューク諸島が日本軍に占領されると小弁はそれを機に独立する（日本軍占領以前のドイツ統治下時代から、パラオを含むカロリン諸島は日本との経済関係を強化していたため、日本に依存していた。南洋庁が設置されて以降、8万5千人に及ぶ日本人が移住し、現地で商売を始めた移住者により、現地の経済を活発にしていたという）。
その後は日本と現地との仲裁役となり、勲八等瑞宝章と従軍徽章を授与される。また、小弁はコプラ輸出の利益で、学校建設など現地の民生向上や南洋開発に貢献し、日本からの移住者に自ら講演会を開き、アドバイスをしていた。1944年に心臓発作で倒れ、下半身不随になり寝たきりとなる。1945年に76歳で亡くなる。現在、イザベルとの間に生まれた六男五女の一族は、父系一族などを含めて約3千人以上を数え、チュークで活躍している。

## エピソード
- 小弁の先祖は豊臣秀吉に仕え、豊前国小倉を治めた毛利勝信（森勝信）でその後に起きた関ヶ原の戦いでは敗軍の武将になったが、山内一豊に子供と共に引き取られ、土佐に移住した[3]。

- 現地の娘イザベルとの結婚は小弁としては治安の悪いこともあり、保身を図りたいこともあった。妻のイザベル側としても、優秀な日本人の血筋を家系に入れたい考えもあった。イザベルは小弁との結婚がモデルとされている歌謡曲、酋長の娘のイメージとは違い、当時としては珍しいミッションスクール出身の美人インテリ女性であったという。また、子供達の話によると夫婦喧嘩は見たこともなかったと口をそろえて言うほどの夫婦円満ぶりで、イザベルも夫を立てる武士の妻のような良妻賢母だった。

- 小弁は現地の習慣に慣れるためや同等に扱ってもらうため、現地の主食であるパンノキの実を食べることにした。実際に、パンノキの実は、実をすり潰して蒸して食べるものなのだが、味に苦味があるため、日本人の舌には合わないものだったが、小弁は嫌な顔を一つもせず食べたという。また現地の言葉を覚えるのに苦労し、思考方法が違うため、自分の思考がうまく伝わらなかったが、嘘偽りなく相手に接することに心掛け、たとえ誤解が生じても誠心誠意に人と向き合えば必ず誤解が解けるを信条に努力していたという。日本統治下時代の頃に来た日本人移住者にも自ら講演会を開き、現地に溶け込むアドバイスを積極的に行ったという。生前の彼を知る人は老人とは思えないほどの働きぶりで、また、話にはユーモアがあり、移住者から尊敬されていた。

- 孫娘の1人の夫はミクロネシア連邦にルーツを持つ元プロ野球選手で、後にミクロネシア国籍を取得してチューク州首長会議の議長を務めた実業家の相沢進である。

## 関連書籍
- 「夢は赤道に-南洋に雄飛した土佐の男の物語」高知新聞社編・B6判・1998年3月刊
- 「“冒険ダン吉”になった男　森小弁」　将口泰浩　編・四六判上製・2011年8月刊